# Christine Jaunin
Christine Jaunin (née le 30 octobre 1966 à Neuilly-sur-Seine) est une athlète française, spécialiste du sprint.

## Biographie
Christine Jaunin est médaillée d'argent du 4 x 400 mètres aux Jeux méditerranéens de 1987.
Elle remporte la finale du 800 mètres aux Championnats de France d'athlétisme en salle 1990 et aux Championnats de France d'athlétisme 1990.